# Мамуладзе, Давид Михайлович
Давид Михайлович Мамуладзе (груз. დავით მიხეილის ძე მამულაძე; 19 декабря 1910, д. Чилвани, Батумская область, Российская империя — 1981) — советский государственный и партийный деятель.

## Биография
Родился 19 декабрч 1910 в деревне Чилвани Батумской области Российской империи.
В 1930—1935 годы был заместителем председателя районного союза колхозов и заместителем начальника районного отдела сельского хозяйства, в 1935 закончил Закавказскую Высшую коммунистическую сельскохозяйственную школу, потом руководил отделением Государственного Банка СССР и руководил районном отделением хозяйства в Аджарской АССР. Затем был председателем исполнительного комитета райсовета в Аджарской АССР, народным комиссаром земледелия Аджарской АССР и в 1948 министром сельского хозяйства Аджарской АССР, с 1939 принадлежал к ВКП(б).
В 1948—1951 годы был слушателем Высшей Партийной Школы при ЦК ВКП(б), в 1951—1953 — 1-м заместителем председателя, а с 1953 по январь 1954 — председатель Совета Министров Аджарской АССР. С января 1954 по март 1961 был 1-м секретарем Аджарского обкома Коммунистической Партии Грузии.
Был депутатом Верховного Совета СССР 5 созыва.
Был награжден Орденом трудового Красного Знамени и Орденом Знак Почета.